# Пионерос де Кинтана-Роо
«Пионерос де Кинтана-Роо» — мексиканский профессиональный баскетбольный клуб из Канкуна. Выступает в Чемпионате Мексики.

## Достижения

### Международные
- Лига ФИБА Америка

Чемпион (1): 2012

### Внутренние
- Чемпионат Мексики по баскетболу

Чемпион (1): 2015-16
Финалист (3): 2010–11, 2013-14, 2014-15

## Известные игроки
- Ное Алонсо
- Хорасио Лламас
- Бубакар Ау
- Хеберт Байона
- Джастин Энтони Кинан